# Lista över spel till Nintendo Switch
Följande är en lista över datorspel och annan programvara till Nintendos spelkonsol Nintendo Switch.

## Switch-spel
- 1-2-Switch
- 1001 Spikes
- A Hat in Time
- Another World
- Arms (datorspel)
- Axiom Verge
- Bayonetta
- Bayonetta 2
- The Binding of Isaac: Rebirth
- Broken Age
- Captain Toad: Treasure Tracker
- Cave Story+
- Celeste
- Child of Light
- Crash Bandicoot N. Sane Trilogy
- Cuphead
- Dark Souls
- De Blob 2
- Deltarune
- Diablo III
- Don't starve
- Donkey Kong Country: Tropical Freeze
- Doom
- Dragon Quest Builders
- Dragon Quest X
- Dragon Quest XI
- Earthlock: Festival of Magic
- Farming Simulator
- Fast RMX
- Fe (datorspel)
- FIFA 18
- FIFA 19
- Fire Emblem Warriors
- Firewatch
- Flashback (datorspel)
- Fortnite
- Ghostbusters: The Video Game
- Golf Story
- Gone Home
- Grim Fandango
- Hollow Knight
- Human Resource Machine
- Hyrule Warriors
- I Am Setsuna
- Inside (datorspel)
- Ittle Dew 2
- Jotun
- Just Dance 2017
- Just Dance 2018
- Just Dance 2019
- Kirby Star Allies
- L.A. Noire
- Layton's Mystery Journey
- Legend of Kay
- The Legend of Zelda: Breath of the Wild
- The Legend of Zelda: Link's Awakening
- The Legend of Zelda: Skyward Sword HD
- The Legend of Zelda: Tears of the Kingdom
- Lego City Undercover
- Lego Worlds
- Limbo (datorspel)
- Little Inferno
- Little Nightmares
- Luigi's Mansion 3
- Mario + Rabbids Kingdom Battle
- Mario + Rabbids Sparks of Hope
- Mario Kart 8 Deluxe
- Mario Tennis Aces
- Mega Man 11
- Minecraft
- Minecraft: Nintendo Switch Edition
- Minecraft: Story Mode
- Monster Hunter Generations
- Mortal Kombat 11
- Mutant Mudds
- New Super Mario Bros. U Deluxe
- Oceanhorn: Monster of Uncharted Seas
- Octodad: Dadliest Catch
- Octopath Traveler
- Ōkami
- Overcooked
- Overcooked 2
- Owlboy
- Payday 2
- Pokémon Brilliant Diamond och Shining Pearl
- Pokémon Legends: Arceus
- Pokémon: Let's Go, Pikachu! och Let's Go, Eevee!
- Pokémon Scarlet och Violet
- Pokémon Sword och Shield
- Pokkén Tournament
- Puyo Puyo Tetris
- Rayman Legends
- Resident Evil
- Resident Evil 0
- Resident Evil 4
- Resident Evil 7: Biohazard
- Resident Evil: Revelations
- Resident Evil: Revelations 2
- Rime
- Rocket League
- Saints Row: The Third
- Severed
- Shantae and the Pirate's Curse
- Shantae: Half-Genie Hero
- Shovel Knight
- Snake Pass
- Snipperclips
- Sonic Forces
- Sonic Mania
- South Park: The Fractured but Whole
- Splatoon 2
- Splatoon 3
- Stardew Valley
- SteamWorld Dig
- SteamWorld Dig 2
- SteamWorld Heist
- Street Fighter 30th Anniversary Collection
- Super Bomberman R
- Super Mario Bros. Wonder
- Super Mario Odyssey
- Super Mario Party
- Super Mario 3D World + Bowser's Fury
- Super Meat Boy
- Super Meat Boy Forever
- Super Smash Bros. Ultimate
- Sushi Striker: The Way of Sushido
- Tennis World Tour
- Terraria
- Teslagrad
- Toki Tori
- Toki Tori 2
- Ultra Street Fighter II: The Final Challengers
- Undertale
- VVVVVV
- Wolfenstein II: The New Colossus
- Wonder Boy: The Dragon's Trap
- The World Ends with You
- World of Goo
- Xenoblade Chronicles
- Xenoblade Chronicles 2
- Yooka-Laylee
- Yoshi's Crafted World